# St. James's Park

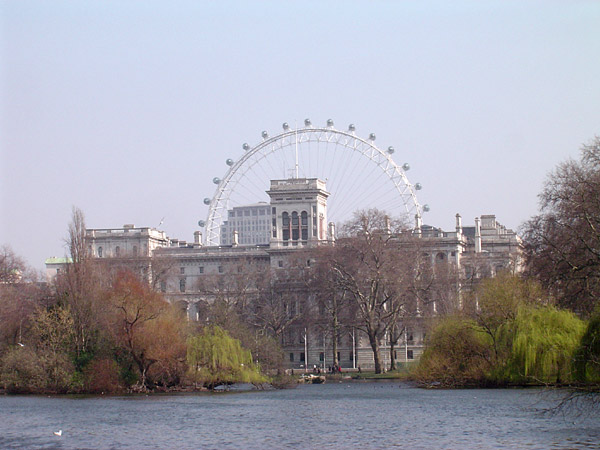
Jezero v St James's parku – pohled z východu. Shell Tower a Londýnské oko jsou vidět v pozadí

St. James's Park je jeden z královských parků v Londýně ve Westminsteru. Rozkládá se východně od Buckinghamského paláce a západně od Downing Street.
Původně šlo o mokřiny koupené Jindřichem VIII., který z nich vytvořil jelení honební revír. Karel II. Stuart park zpřístupnil veřejnosti. Na severu je ohraničen ulicí Mall, na východě Horse Guards a na jihu Birdcage Walk.
V parku se nachází malé jezero, St James's Park Lake, se dvěma ostrovy – Duck Island a West Island. Z mostu spojujícího oba ostrovy je výhled na Buckinghamský palác lemovaný stromy a fontánami.
Nejbližšími stanicemi metra jsou St. James's Park a Westminster.
Park je nejvýchodnějším ze soustavy parků – Green Park, Hyde Park a Kensingtonské zahrady, které vytvářejí v centrálním Londýně souvislý pás zeleně.

## Další informace
Přes St. James's Park vede stezka Diana, Princess of Wales Memorial Walk.